# Yukinori Miyabe
Yukinori Miyabe (jap. 宮部行範 Miyabe Yukinori; ur. 18 lipca 1968 w Tokio, zm. 7 marca 2017 tamże) – japoński łyżwiarz szybki, brązowy medalista olimpijski oraz zdobywca Pucharu Świata.

## Kariera
Największy sukces w karierze Yukinori Miyabe osiągnął w 1992 roku, kiedy podczas igrzysk olimpijskich w Albertville zajął trzecie miejsce w biegu na 1000 m. W zawodach tych wyprzedzili go jedynie Niemiec Olaf Zinke oraz Kim Yun-man z Korei Południowej. Na tych samych igrzyskach był też dziewiąty w biegu na 1500 m oraz osiemnasty na 500 m. Brał także udział w igrzyskach w Lillehammer w 1994 roku, ale ani razu nie znalazł się w czołowej dziesiątce. Nigdy nie zdobył medalu na mistrzostwach świata, chociaż był czwarty na mistrzostwach świata w wieloboju sprinterskim w Oslo w 1992 roku. Walkę o medal przegrał tam ze swym rodakiem Toshiyukim Kuroiwą. Kilkanaście razy stawał na podium zawodów Pucharu Świata, odnosząc przy tym cztery zwycięstwa. W sezonie 1994/1995 był najlepszy w klasyfikacji końcowej PŚ na 1000 m, a w sezonie 1998/1999 był trzeci.
Jego brat Yasunori Miyabe również uprawiał łyżwiarstwo szybkie.